# Georgina Bottero
Georgina Bottero, född Sommelius 12 november 1857 i Styrnäs, död 17 mars 1892, var en svensk sångerska (sopran).
Bottero var elev bland annat till Helga Stenhammar och senare till Mathilde Marchesi i Paris. Hon debuterade 1879 på Kungliga Teatern och uppträdde därefter i Italien, Grekland och Buenos Aires.
Hon gifte sig 1884 med den italienska operasångaren Osvaldo Bottero (1858–1892).